# Hans Neuschäfer
Hans Neuschäfer (Düsseldorf, 23 novembre 1931 – Düsseldorf, 9 settembre 2020) è stato un calciatore tedesco, di ruolo centrocampista.